# SV Reha Augsburg
Der SV Reha Augsburg ist ein Sportverein aus Augsburg für Menschen mit Behinderungen. Die unter dem Namen AuXburg Basketz spielende Rollstuhlbasketballmannschaft des Vereins gehörte mit ihrer ersten Mannschaft zeitweise der Bundesliga an.

## Geschichte
Der SV Reha Augsburg wurde am 12. Mai 1949 von kriegsversehrten Männern, die im Zweiten Weltkrieg Körperteile verloren hatten, zur gemeinsamen Ausübung von sportlichen Aktivitäten gegründet. Durch seine Alleinstellung als einziger Sportverein für Menschen mit Behinderungen in Augsburg stieg die Mitgliederzahl des Vereins in den folgenden Jahrzehnten stetig an, so dass dem SV Reha derzeit etwa 250 Mitglieder angehören. Ihnen steht das Angebot von zehn Abteilungen zur Verfügung: Boccia, Herzsport, Kegeln, Rollstuhlsport für Kinder, Rollstuhlbasketball, Rollstuhltanz, Schwimmen, Sport für blinde und sehbehinderte Menschen, Tischtennis und Rollstuhlrugby. Der SV Reha besitzt ein eigenes Vereinsheim, das sich im Stadtteil Antonsviertel befindet.

## Rollstuhlbasketball
Die Rollstuhlbasketballabteilung des SV Reha wurde 1981 gegründet und steht sowohl Breiten- als auch Leistungssportlern offen. Birgit Meitner, eine Sportlerin des SV Reha, war Teil der deutschen Nationalmannschaft, die bei den Sommer-Paralympics 2008 in Peking im Rollstuhlbasketballwettbewerb der Damen die Silbermedaille errang. Daneben spielten unter anderem die Nationalspielerinnen Laura Fürst und Maria Kühn am Anfang ihrer Karriere für den SV Reha.

### Letzte Spielzeiten
| Saison    | Liga              | Spielklasse |
| --------- | ----------------- | ----------- |
| 1997/98   | Oberliga Süd      | IV          |
| 1998/99   | Regionalliga Süd  | III         |
| 1999/2000 | Regionalliga Süd  | III         |
| 2000/01   | Regionalliga Süd  | III         |
| 2001/02   | Regionalliga Süd  | III         |
| 2002/03   | Regionalliga Süd  | III         |
| 2003/04   | 2. Bundesliga Süd | II          |
| 2004/05   | 2. Bundesliga Süd | II          |
| 2005/06   | 2. Bundesliga Süd | II          |
| 2006/07   | Regionalliga Süd  | III         |
| 2007/08   | 2. Bundesliga Süd | II          |
| 2008/09   | 1. Bundesliga     | I           |
| 2009/10   | 2. Bundesliga Süd | II          |
| 2010/11   | 1. Bundesliga     | I           |
| 2011/12   | 2. Bundesliga Süd | II          |
| 2012/13   | 2. Bundesliga Süd | II          |
| 2013/14   | 2. Bundesliga Süd | II          |
| 2014/15   | Oberliga Süd      | IV          |
| 2015/16   | Oberliga Süd      | IV          |
| 2016/17   | Oberliga Süd      | IV          |